# Spezia Calcio 1995-1996
Questa pagina raccoglie le informazioni riguardanti lo Spezia Calcio nelle competizioni ufficiali della stagione 1995-1996.

## Stagione
Nella stagione 1995-1996 lo Spezia disputa il girone A del campionato di Serie C1, raccoglie 31 punti e per salvarsi vince il playout contro la Pro Sesto. Nell'estate 1995 lo Spezia cambia gestione e denominazione, il nuovo proprietario e presidente è l'imprenditore Gianluigi Blengino. Per ottenere la salvezza deve ricorrere a tre allenatori, si inizia il torneo con Claudio Onofri, che salta alla quinta giornata dopo il (3-0) subito a Saronno, dopo aver raccolto un solo punticino. Lo avvicenda Fabrizio Gorin, ma anche lui dura poche settimane, prima di arrendersi. La situazione si è intanto fatta pesante, si pensa al nocchiero di mille battaglie con gli aquilotti, a quel Sergio Carpanesi, che le tenta tutte, ma alla fine punta ad evitare l'ultimo posto, che vuol dire retrocessione diretta, e giocarsi la salvezza ai playout. Così a fine maggio si compie la missione agganciando il quindicesimo posto, ed a giugno superando con due pari la Pro Sesto nei playout e mantenendo la categoria. Miglior marcatore stagionale degli aquilotti è stato Andrea Cecchini, con 10 centri. Nella Coppa Italia gli aquilotti superano nel primo turno il Brescello, poi nel secondo turno escono di scena, per mano del Treviso.

## Rosa
| N. |                   | Ruolo | Calciatore                |
| -- | ----------------- | ----- | ------------------------- |
|    | Italia (bandiera) | D     | Massimiliano Adami        |
|    | Italia (bandiera) | C     | Emilio Affuso             |
|    | Italia (bandiera) | A     | Roberto Arco              |
|    | Italia (bandiera) | A     | Matteo Beretta            |
|    | Italia (bandiera) | C     | Andrea Bianchi            |
|    | Italia (bandiera) |       | Paolo Biggi               |
|    | Italia (bandiera) | C     | Emiliano Bini             |
|    | Italia (bandiera) | D     | Claudio Bonfigli          |
|    | Italia (bandiera) | A     | Alessio Brogi             |
|    | Italia (bandiera) | C     | Matteo Capecchi           |
|    | Italia (bandiera) | A     | Massimo Castelli          |
|    | Italia (bandiera) | A     | Andrea Cecchini           |
|    | Italia (bandiera) | C     | Stefano Dalla Costa       |
|    | Italia (bandiera) |       | Fabio Filippi             |
|    | Italia (bandiera) | D     | Francesco Paolo Frascella |
|    | Italia (bandiera) | C     | Pietro Garau              |
|    | Italia (bandiera) | A     | Stefano Ghirardello       |

| N. |                    | Ruolo | Calciatore            |
| -- | ------------------ | ----- | --------------------- |
|    | Italia (bandiera)  |       | Mario Giusti          |
|    | Croazia (bandiera) | D     | Davor Jozić           |
|    | Italia (bandiera)  | A     | Roberto Labardi       |
|    | Italia (bandiera)  |       | Massimiliano Lazzoni  |
|    | Italia (bandiera)  | C     | Gianluca Leoni        |
|    | Italia (bandiera)  | C     | Massimiliano Luperini |
|    | Italia (bandiera)  | A     | Alberto Marchetti     |
|    | Italia (bandiera)  | P     | Roberto Menghini      |
|    | Italia (bandiera)  | D     | Patrick Moro          |
|    | Italia (bandiera)  | D     | Giacomo Nincheri      |
|    | Italia (bandiera)  | A     | Gianluca Panisson     |
|    | Italia (bandiera)  | A     | Alessio Pensa         |
|    | Italia (bandiera)  | C     | Cristian Pepe         |
|    | Italia (bandiera)  | C     | Massimiliano Sabbadin |
|    | Italia (bandiera)  | P     | Saul Santarelli       |
|    | Italia (bandiera)  | D     | Matteo Sogliani       |
|    | Italia (bandiera)  | D     | Giuseppe Vecchio      |

## Risultati

### Campionato

#### Girone di andata
| Arbitro: | Paparesta (Bari) |

|  |           |             |
|  | Marcatori | 26’ Rinaldi |

| Arbitro: | Alvino (Salerno) |

|                                 |           |              |
| P. Bernardi 22’ Maffioletti 88’ | Marcatori | 58’ Sabbadin |

| Arbitro: | Baglioni (Prato) |

|             |           |  |
| Damiani 82’ | Marcatori |  |

| Arbitro: | Malatesta (Terni) |

|                                 |           |                        |
| Cecchini 13’ (rig.), 57’ (rig.) | Marcatori | 44’ Longhi 65’ Corradi |

| Arbitro: | Sputore (Vasto) |

|                                      |           |  |
| Ottolina 2’ Terraneo 5’ Cattaneo 82’ | Marcatori |  |

| Arbitro: | Corda (Cagliari) |

|             |           |  |
| Vecchio 58’ | Marcatori |  |

| Arbitro: | Ingenito (Nocera Inferiore) |

|                           |           |  |
| Califano 49’ Moscardi 73’ | Marcatori |  |

| Arbitro: | Cardella (Torre del Greco) |

|                                 |           |                  |
| Cecchini 47’ (rig.), 71’ (rig.) | Marcatori | 32’ (rig.) Nitti |

| Arbitro: | Bertini (Arezzo) |

|             |           |  |
| Guidoni 51’ | Marcatori |  |

| Arbitro: | Pascariello (Lecce) |

|             |           |                      |
| Labardi 70’ | Marcatori | 36’ Lomi 67’ Cecconi |

| La Spezia 12 novembre 1995 11ª giornata | Spezia           | 0 – 0 | SPAL | Stadio Alberto Picco\| Arbitro: \| Pizzini (Verona) \| |
| Arbitro:                                | Pizzini (Verona) |       |      |                                                        |

| Arbitro: | Gregoroni (Napoli) |

|                           |           |  |
| Lorenzini 44’ (rig.), 58’ | Marcatori |  |

| Arbitro: | Preschern (Mestre) |

|  |           |                            |
|  | Marcatori | 16’ Beltrammi 29’ Scattini |

| Arbitro: | Mandolito (Cosenza) |

|           |           |  |
| Corti 90’ | Marcatori |  |

| Arbitro: | Fausti (Milano) |

|                   |           |                      |
| Castelli 48’, 63’ | Marcatori | 82’ (rig.) Romairone |

| Arbitro: | Lion (Padova) |

|              |           |  |
| Polidori 52’ | Marcatori |  |

| Arbitro: | N. Ayroldi (Molfetta) |

|                 |           |                                    |
| Ghirardello 90’ | Marcatori | 67’, 89’ C. Esposito 85’ Tricarico |

#### Girone di ritorno
| Arbitro: | Manari (Teramo) |

|                          |           |  |
| Schwoch 5’ Buonocore 71’ | Marcatori |  |

| La Spezia 14 gennaio 1996 19ª giornata | Spezia            | 0 – 0 | Leffe | Stadio Alberto Picco\| Arbitro: \| Acronzio (Teramo) \| |
| Arbitro:                               | Acronzio (Teramo) |       |       |                                                         |

| Arbitro: | Strocchia (Nola) |

|                      |           |                        |
| Ghirardello 84’, 90’ | Marcatori | 77’ Memmo 80’ G. Rossi |

| Arbitro: | Vendramin (Castelfranco Veneto) |

|                                   |           |  |
| Masitto 54’ (rig.) Cancellato 88’ | Marcatori |  |

| Arbitro: | Gambino (Barletta) |

|                 |           |              |
| Dalla Costa 86’ | Marcatori | 90’ Cattaneo |

| Arbitro: | Alban (Bassano del Grappa) |

|                         |           |  |
| Pompini 19’ (rig.), 87’ | Marcatori |  |

| Arbitro: | Pirrone (Messina) |

|  |           |              |
|  | Marcatori | 86’ Califano |

| Arbitro: | Tullio (Avezzano) |

|               |           |                              |
| Milanetto 17’ | Marcatori | 19’ Nincheri 57’ Dalla Costa |

| Arbitro: | Pizzini (Verona) |

|                          |           |  |
| Cecchini 28’ Vecchio 59’ | Marcatori |  |

| Arbitro: | Mariani (Perugia) |

|             |           |                     |
| Cecconi 87’ | Marcatori | 49’ (rig.) Cecchini |

| Arbitro: | Sciamanna (Ascoli Piceno) |

|                |           |              |
| Martorella 50’ | Marcatori | 85’ Cecchini |

| Arbitro: | Pin (Conegliano) |

|                                   |           |  |
| Cecchini 20’ Sassarini 41’ (aut.) | Marcatori |  |

| Montevarchi 21 aprile 1996 30ª giornata | Montevarchi            | 0 – 0 | Spezia | Stadio Brilli Peri\| Arbitro: \| Alario (Civitavecchia) \| |
| Arbitro:                                | Alario (Civitavecchia) |       |        |                                                            |

| Arbitro: | Strazzera (Trapani) |

|                 |           |  |
| Dalla Costa 81’ | Marcatori |  |

| Modena 12 maggio 1996 32ª giornata | Modena             | 0 – 0 | Spezia | Stadio Alberto Braglia\| Arbitro: \| Griselli (Livorno) \| |
| Arbitro:                           | Griselli (Livorno) |       |        |                                                            |

| La Spezia 19 maggio 1996 33ª giornata | Spezia               | 0 – 0 | Carrarese | Stadio Alberto Picco\| Arbitro: \| Raccichini (Voghera) \| |
| Arbitro:                              | Raccichini (Voghera) |       |           |                                                            |

| Arbitro: | Pozzi (Como) |

|                         |           |                 |
| Puccinelli 34’ Pane 46’ | Marcatori | 73’ Ghirardello |

### Playout
| Arbitro: | Pizzini (Verona) |

|                        |           |                                      |
| Albino 36’ Tedoldi 68’ | Marcatori | 14’ (aut.) Ambrosoni 84’ Ghirardello |

| Arbitro: | Bertini (Arezzo) |

|              |           |              |
| Cecchini 14’ | Marcatori | 59’ Beltrame |

## Coppa Italia
| Arbitro: | Rosetti (Torino) |

|                           |           |              |
| Cecchini 13’ Sabbadin 64’ | Marcatori | 34’ Salamone |

| Arbitro: | Silvestrini (Macerata) |

|  |           |             |
|  | Marcatori | 9’ Castelli |

| Arbitro: | Urbano (Carbonia) |

|             |           |                 |
| Labardi 58’ | Marcatori | 74’ (rig.) Pasa |

| Arbitro: | Apricena (Firenze) |

|                                                   |           |                                                       |
| Fiorio 15’ E. Rossi 75’ Pradella 85’ Bosaglia 88’ | Marcatori | 23’ Filippi 80’ (aut.) Boscolo 89’ (rig.) Dalla Costa |